# Donja Vrbava
Donja Vrbava (cyr. Доња Врбава) – wieś w Serbii, w okręgu morawickim, w gminie Gornji Milanovac. W 2011 roku liczyła 506 mieszkańców.